# Aaru
Nella religione egizia i campi Aaru (in alternativa Yaru, Iaru, Aar o Aalu, "campi dei giunchi") sono, insieme ai campi Hotep, la residenza dei defunti, le cui anime vi giungevano solo dopo aver superato la prova della pesatura del cuore.

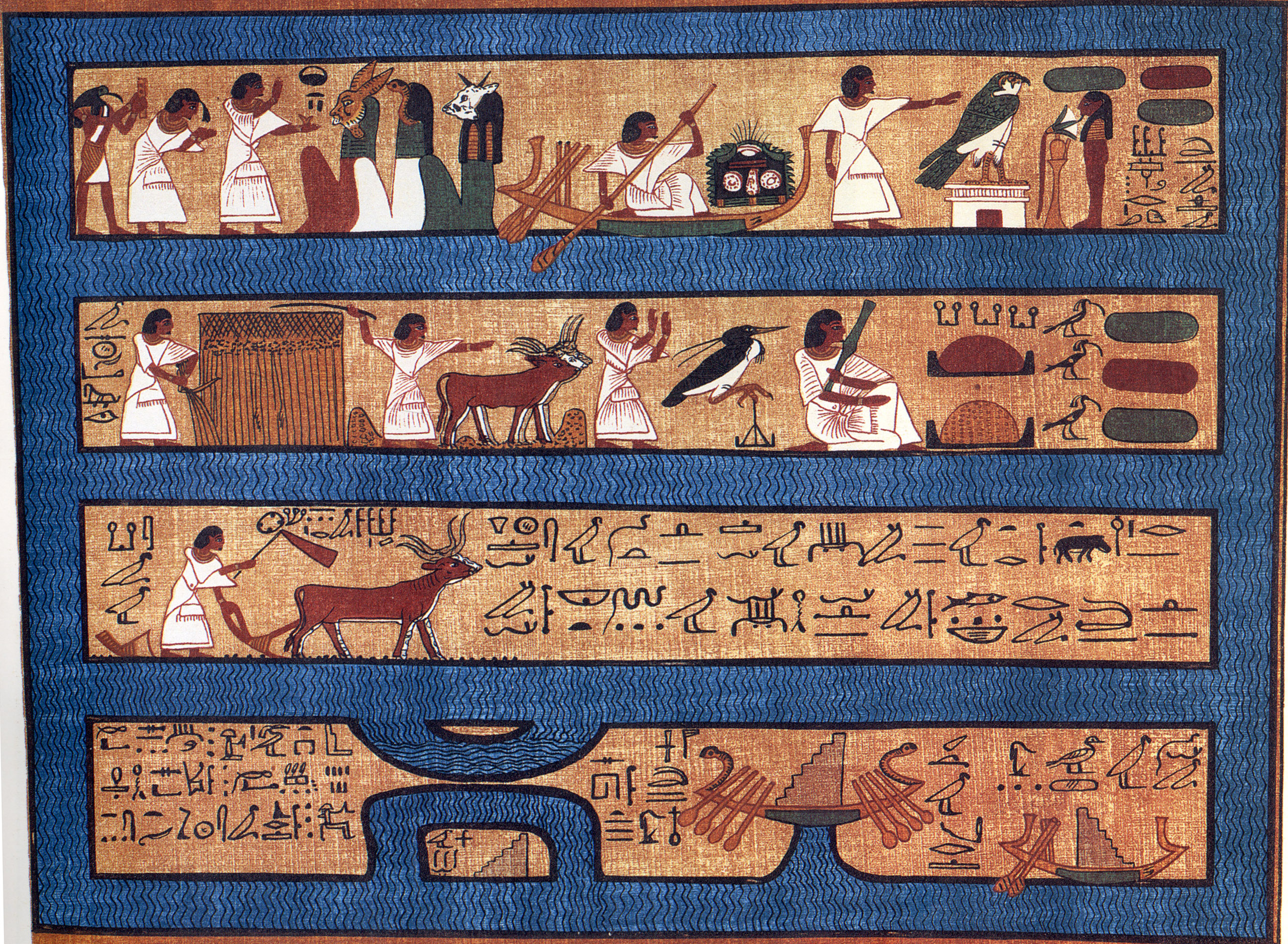
I campi Hotep nelle pagine del Libro dei Morti.

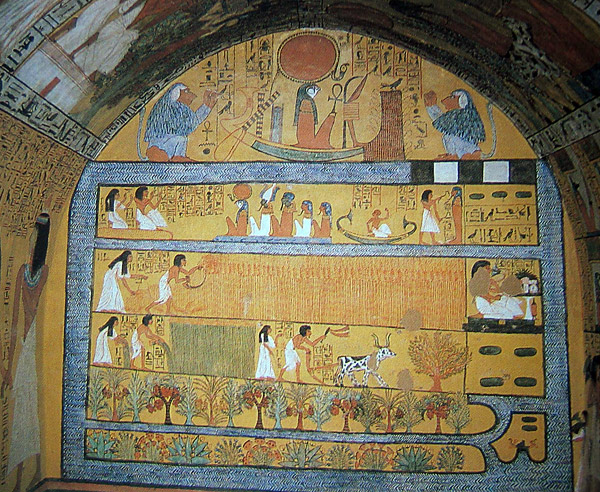
I campi Hotep dalla tomba di Sennedjem.

Nelle versioni più antiche, facenti parte dei Testi delle piramidi, i campi Aaru erano collocati nel cielo orientale, dove sorge il sole, ed erano descritti come un'indefinita distesa di acque, dove gli dei e i sovrani defunti facevano un bagno di purificazione all'inizio del giorno. La loro descrizione cambiò nettamente a partire dal Nuovo Regno: nel Libro dei morti, i campi Aaru sono descritti come coperti di messi e solcati da ruscelli: qui il defunto arava, seminava e mieteva.